# Смузиков, Александр Юрьевич
Алекса́ндр Ю́рьевич Сму́зиков (род. 23 ноября 1971, Свердловск, СССР) — российский предприниматель, инвестор, коллекционер. В рейтинге журнала Forbes богатейших бизнесменов России в 2013 году занимал 169 место с состоянием 0,6 млрд долларов. Один из крупнейших коллекционеров русского авангарда.

## Биография
Александр Смузиков родился 23 ноября 1971 года в Свердловске.
В 1989 году окончил московскую английскую спецшколу № 56. В том же году был осуждён на 3 года за кражу меховой шапки, которую сорвал с прохожего. Следующую судимость получил за хранение оружия.
Начало своему бизнесу Смузиков положил в первой половине 1990-х годов с торговли кондитерской продукцией.
В середине 1990-х годов стал партнёром торговца нефтепродуктами Александра Краснолобова в компании «Традекс», которая покупала нефть, отдавала её на переработку нефтеперерабатывающим заводам России, Украины и Беларуси и продавала нефтепродукты на Запад. Только на Московский НПЗ «Традекс» в 1997 году поставлял около 50000 тонн нефти в месяц, что было сопоставимо с поставками на тот же завод в то же время дочерней компании «Лукойла» «Лукойл-Москва-Ресурс». В 1998 году Краснолобов умер (по официальной версии, от отравления грибами), а «Традекс», по утверждению Смузикова, достался кредиторам за долги.
Ещё до смерти Краснолобова и потери «Традекса», в 1997 году, Смузиков создал компанию «Эль-Нафта», позже преобразованную в «Магистраль-Топливную компанию», где его партнёром был Сергей Квартальнов, ставший генеральным директором и получивший долю 25 %. Компания покупала на Московском НПЗ бензин и продавала его на московские заправки. В «Эль-Нафте» работало всего 15 человек, но амбиции Смузикова были очень большими.
Благодаря знакомству Смузикова с вице-президентом по переработке и торговле ТНК Александром Капланом, «Эль-Нафта» подписала контракт с ТНК и начала закупать нефтепродукты на Рязанском НПЗ. Перед ТНК в то время стояла задача открыть в Москве 100 АЗС под собственным брендом. В собственности у Александра Смузикова была только одна АЗС, но Каплан выбрал именно его компанию, объяснив это чёткостью, профессиональностью, порядочностью и полным совпадением Смузикова по своим фундаментальным ценностям с самим Капланом.
В 1998 году «Эль-Нафта» начала переводить московские АЗС под бренд ТНК. За гарантию бесперебойных поставок качественного топлива владельцы АЗС перекрашивали их в фирменные цвета ТНК за свой счёт. К началу 2001 года количество «перекрашенных» АЗС исчислялось уже несколькими десятками. Смузиков вывел из соучредителей компании и снял с должности генерального директора Сергея Квартальнова, заменив его Виталием Саввиным, который занялся переводом автозаправок под бренд «Лукойла». «Эль-Нафту» Смузиков переименовал в «Магистраль-ТК».
Уже перекрашенные в фирменные цвета ТНК автозаправки Смузиков, вероятно, под угрозой прекращения поставок бензина их владельцам, постепенно переводил в свою собственность и, таким образом, стал крупнейшим джоббером ТНК.
В 2003 году ТНК вошла в состав ТНК-BP, и у российских акционеров объединённой компании появилась идея включить в неё и сеть АЗС «Магистраль-ТК». Сделку взялся подготовить уже хорошо знакомый со Смузиковым Александр Каплан. С период с конца 2007 года по март 2008 года ТНК-BP выкупила у Смузикова 112 АЗС, расположенных в Москве и Московской области, 36 АЗС в Киеве и его окрестностях, 3 нефтехранилища в Московской области и 2 нефтехранилища на Украине за 891 миллион долларов. Каждая АЗС обошлась ТНК-BP в среднем в 5,4 млн долларов.
В условиях назревающего конфликта между английскими и российскими акционерами ТНК-BP английские партнёры, по утверждению Смузикова, распустили слух о личной заинтересованности в сделке исполнительного директора ТНК-BP Германа Хана и аффилированных с ним менеджеров, в первую очередь, Каплана. По словам Каплана, перед сделкой был проведён полный due diligence с привлечением специалистов из White and Case, в результате которого были проверены все групповые компании и бенефициары, и среди них не было обнаружено ни одного менеджера ТНК-BP.
После завершения сделки Александр Смузиков вошёл в список богатейших бизнесменов России по версии журнала Forbes. Часть полученных от продажи бизнеса средств была инвестирована им в недвижимость, часть — на пополнение коллекции русского авангарда. По сведениям газеты «Коммерсантъ», Смузиков владеет долей в микрофинансовой компании «Быстроденьги».

## Деятельность в сфере искусства
Александр Смузиков — владелец одной из крупнейших коллекций русского авангарда, в которую входят работы Казимира Малевича и художников его круга. В 2012 году коллекционер приобрёл собрание из более чем 200 книг русского авангарда, в том числе книгу Малевича «Супрематизм» с 34 рисунками, изданную в Витебске в 1920 году (всего сохранилось 11 экземпляров).
По предположению газеты «Ведомости», Александр Смузиков стоит за лихтенштейнским фондом SEPHEROT Foundation. Доказательством этого может служить картина «Прямоугольник и круг» Казимира Малевича 1915 года, выставлявшаяся в 2012 году сначала на выставке «Портреты коллекционеров» в Пушкинском музее как принадлежащая Смузикову, затем на выставке «Нас будет трое…» в Третьяковской галерее как принадлежащая фонду. О Смузикове как владельце фонда свидетельствуют также слухи в художественной и околохудожественной среде, не имеющие, однако, документальных доказательств.
В 2005 году Александр Смузиков стал соучредителем «Фонда содействия современному искусству Марата Гельмана». В 2009 году приобрёл 50 % «Галереи М&Ю Гельман».

## Непубличность
За всю жизнь Александр Смузиков не дал ни одного интервью, за исключением нескольких письменных ответов на вопросы журнала Forbes. Смузикова также нет на выпускной фотографии 1989 года московской английской спецшколы № 56, которую удалось разыскать Forbes. От кино- и фотокамер инвестора оберегает охрана. На вопрос Forbes, куда он инвестировал полученные от сделки с ТНК-BP деньги, Смузиков ответил по электронной почте: «Деньги любят тишину. Никаким публичным бизнесом заниматься не планирую».